# Trismegistia plicata
Trismegistia plicata là một loài rêu trong họ Sematophyllaceae. Loài này được H. Akiy. mô tả khoa học đầu tiên năm 2010.